# Elaeocarpus kerstingianus
Elaeocarpus kerstingianus är en tvåhjärtbladig växtart som beskrevs av Schlechter. Elaeocarpus kerstingianus ingår i släktet Elaeocarpus och familjen Elaeocarpaceae. Inga underarter finns listade i Catalogue of Life.